# Juan Manuel Garza
Juan Manuel Garza Chávez (nacido el 30 de enero de 1983 en Sahuayo, Michoacán) es un futbolista mexicano que juega en la posición de delantero. Actualmente vive en Sahuayo de Morelos, y surgió de las fuerzas básicas del Club Deportivo Guadalajara jugando para filiales como el Club Deportivo Tapatío, y Chivas La Piedad.
Debutó el 6 de agosto de 2006 en un partido entre Chivas y el Club Deportivo Toluca, con marcador 1-0 a favor del Toluca. Ese mismo día Chivas tenía el compromiso de jugar un partido amistoso contra FC Barcelona en Los Ángeles, por lo que José Manuel de la Torre decide utilizar a varios elementos del Tapatío para jugar el partido de la fecha 1 contra Toluca, mientras los titulares se encontraban en Estados Unidos.
Garza jugaba en Chivas La Piedad equipo que participaba en la Segunda división mexicana y que después pasaría a ser Chivas Coras en Primera 'A'. Su talento fue notado por Hans Westerhof, entrenador del Rebaño en aquel entonces, Garza fue probado para quedarse en el primer equipo y logró su objetivo.
Para junio de 2007 es llevado a préstamo al Club Tijuana, formando parte de la delantera de los Xoloitzcuintles.
Para el 2008 fue fichado por el Club Deportivo Irapuato donde estuvo 2 torneos.
En el draft del 2009, tiene la oportunidad de su vida, al ser prestado a los Tiburones Rojos de Veracruz en donde jugará a partir del Torneo Apertura 2009.